# Київський відділ імператорського російського воєнно-історичного товариства
Київський відділ імператорського російського воєнно-історичного товариства (Київський відділ ІРВІТ) — це відділ російського воєнно-історичного товариства, що вніс вклад у розвиток військових архівів.

## Історія
Заснований у жовтні 1908. Ставив за мету: дослідження в галузі воєнної історії; поширення воєнно-історичних знань; сприяння упорядкуванню архівів, збереженню, відновленню й спорудженню пам'ятників, проведенню археологічних досліджень; заснування спеціалізованих музеїв і бібліотек тощо.
Відділ поширював свою діяльність на територію Київського військового округу, до якого входили Київська, Подільська, Волинська, Полтавська, Харківська, Чернігівська і Курська губернії й Хотинський повіт Бессарабської губернії.
Перший голова — Київський, Подільський та Волинський генерал-губернатор В.Сухомлинов, з грудня 1908 — командувач військами Київського військового округу М.Іванов, попечитель музею — Київський, Подільський і Волинський генерал-губернатор Ф.Трепов, товариші голови — професор Київського університету В.Іконников, начальник штабу Київського військового округу М.Алексєєв (1908–12), секретар відділу — старший ад'ютант Окружного штабу Київського військового округу Б.Стеллецький (1908–11), пізніше — ад'ютант генерал-губернатора С.Крейтон. Керівні органи — рада і розпорядчий комітет.
До складу ради входили вчені, військові, культурно-громадські діячі: окружний генерал-квартирмейстер штабу Київського військового. округу В.Драгомиров, нач. 42-ї піхотної дивізії М.Єпанчин, професор Київської духовної академії В.Завітневич, професор Київського університету Ю.Кулаковський, професор Ніжинського історико-філологічного інституту В.Ляскоронський, начальник Київського окружного артилерійського складу Д.Меньшов, нач. військових сполучень Київського військового округу М.Ходорович, нач. Київського окружного інженерного управління Київського військового округу генерал-лейтенант К.Холостов.

### Діяльність та внесок
Основна робота Київського відділу ІРВІТ зосереджувалася в комісіях: архівній та бібліотечній (голова В.Іконников), музейній (В.Драгомиров), будівельній (К.Холостов), ревізійній (К.Новогребельський), редакційній (М.Ходорович, з липня 1911 — М.Наркевич), зйомок і знімків (нач. Управління Київської військової топографічної зйомки Ю.Шмідт, з 1910 — нач. 33-ї піхотної дивізії О. Зегелов).
Значну роботу з виявлення, реєстрації, аналізу й упорядкування військових архівів здійснила архівна комісія, вона зібрала чимало документальних матеріалів 15–19 ст. (серед них — універсали гетьманів І.Самойловича та І.Скоропадського), започаткувавши перший в Україні воєнно-історичний архів. У ньому зосереджувалися документи окремих архівів військових штабів і управлінь Київського військового округу, а також документи, що стосувалися історії воєнної та військової справи в Україні. Значну роль у її роботі відіграли: у розробці теоретичних і практичних питань військової архівної справи — чл. від. І.Каманін; у комплектуванні колекцій писемних пам'яток — Д. Меньшов і ад'ютант командувача військ Київського військового округу штаб-ротмістр М. Бакулін. Архівна комісія збирала відомості про всі архівні збірки, цінні воєнно-історичні документи державної, громадської та приватної власності, проводила роботу з поліпшення постановки архівної справи в Київській військовій окрузі. Члени комісії опублікували низку документів з архіву від. та збірок писемних пам'яток.
Музейна комісія розробила концепцію музею товариства, яка була першою спробою відобразити музейними засобами воєнну та військову історію України. У грудні 1910 у будинку Київського художньо-промислового і наукового музею було відкрито Київський воєнно-історичний музей.
1910–14 Київський відділ ІРВІТ фінансував археологічні роботи з дослідження давньоруських пам'яток у с. Білгородка (нині село Києво-Святошинського району), якими керував В.Хвойка; а також брав участь у розкопках у Китаєві (південний форпост стародавнього Києва) і співпрацював з археологами Імператорської археологічної комісії та Київського товариства охорони пам'яток старовини і мистецтва, які досліджували пам'ятки воєнно-історичного значення (виконував для них топографічні та інженерні плани). Важливим напрямком діяльності членів відділу. була робота з охорони нерухомих пам'яток воєнної та військової історії. Було започатковано вивчення київського військового некрополя, члени від. брали участь у визначенні місця, де відбулася Берестецька битва 1651, та закладці у с. Пляшева (нині село Радивилівського району Рівненської обл.) пам'ятника (з 1991 Свято-Георгіївський храм-усипальниця у складі Історико-культурного заповідника «Поле Берестецької битви»); виявляли й фіксували об'єкти історико-культ. спадщини (у тому числі виїздили на місця), складали кошториси ремонтно-реставраційних робіт, листувалися з місц. адміністративними установами та з власниками пам'яток щодо їх обстеження й збереження; досліджували фортифікаційні споруди 14–16 ст., зокрема Судової (Замкової) гори в м. Острог, замку 2-ї пол. 15 ст. в с. Клевань. Було розроблено та розіслано на місця опитувальні листки з метою збирання інформації про рухомі та нерухомі пам'ятки краю.
Одним із програмних завдань Київ. від. ІРВІТ було зведення пам'ятників монументального мист-ва, присвячених видатним військ. діячам та істор. подіям. Було розроблено проект спорудження комплексу пам'ятників під назвою «Історичний шлях», перший з яких — пам'ятник св. княгині Ользі було відкрито 4 вересня 1911 (у радянський час знищений, 1996 відновлений з ін. матеріалу). 1914 на кошти, зібрані відділом, на пл. Никольській (нині — пл. Арсенальна) встановлено пам'ятник І.Іскрі і В.Кочубею (1919 скульптури знято, на постаменті встановлено гармату).
1909–14 ред. комісія видавала: журнал з воєнної історії «Военно-исторический вестник» (загалом було видрукувано 25 випусків), окремі брошури, відбитки з часопису наук.-популярних праць членів відділу, картографічний матеріал, пам'ятні записки для екскурсій та ін. друковану продукцію.
Кількість членів відділу не була постійною, загалом у його діяльності брали участь у різний час понад 610 осіб. Переважну більшість членів складали військові, членами від. були відомі вчені, культурно-громадські діячі. Серед них — директор Київської контори Державного банку Г.Афанасьєв, директор Київ. художньо-пром. і наук. музею М.Біляшівський, голова Імператорської археол. комісії граф О.Бобринський, нумізмат К.Болсуновський, київ. губернатор О.Гірс, ген. штабу М.Духонін, мистецтвознавці Г.Павлуцький і А.Прахов, історики Ю.Кулаковський, А.Стороженко і М.Стороженко, археолог В.Хвойка, ректор Київського університету М.Цитович, професори Київ. духовної акад. М.Петров і Ф.Титов, лікар І.Сікорський, підприємець і колекціонер Б.Ханенко (див. Ханенки Богдан і Варвара), архітектори П.Голландський та Є.Єрмаков й ін.
З початком Першої світової війни діяльність від. майже припинилася, 1917 музейні колекції та рештки архіву перейшли у власність укр. влади, у рад. час їх було розподілено між різними установами.